# نمودار بلند-آلتمن

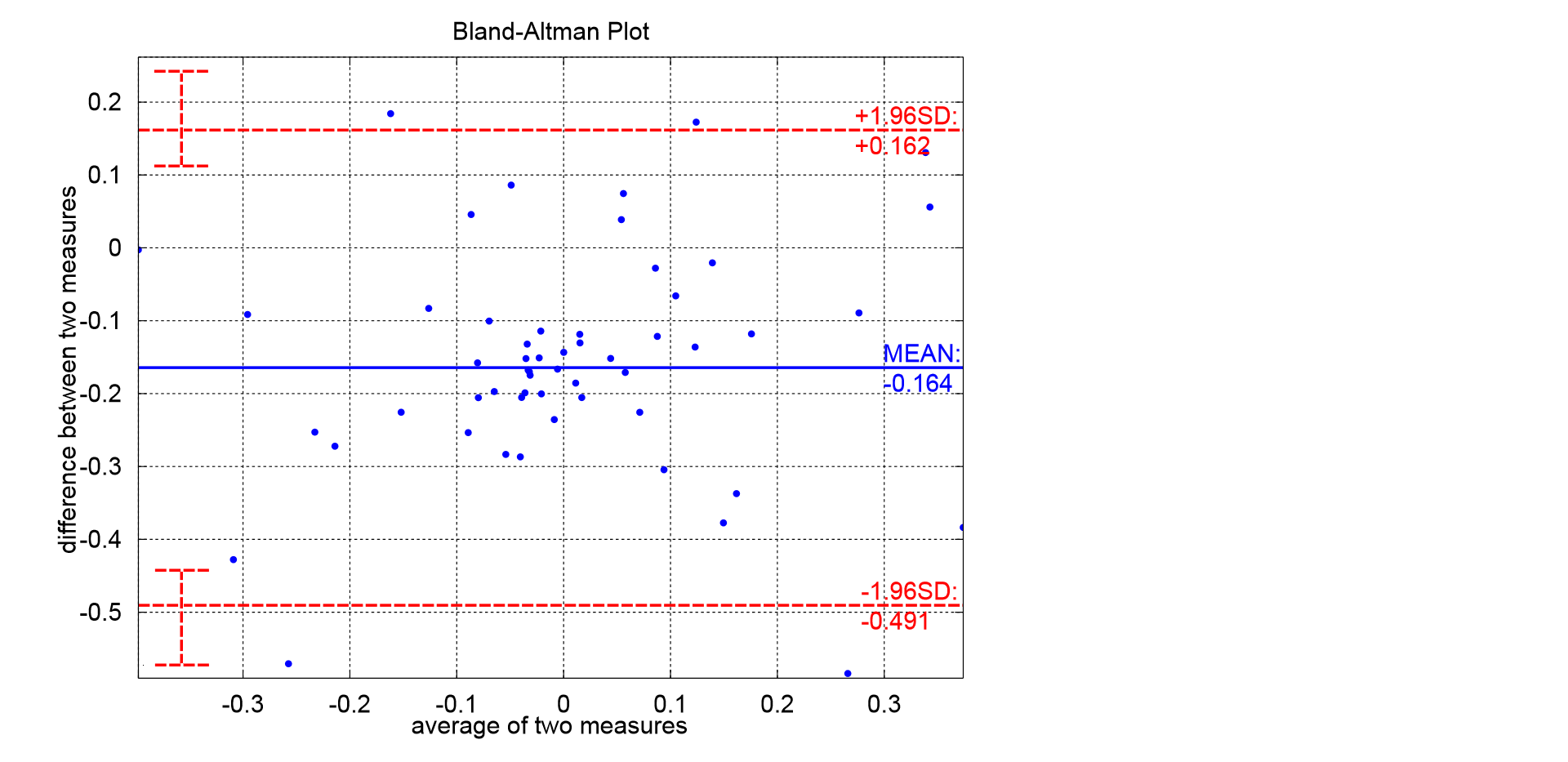
نمونه‌ای از یک نمودار بلند–آلتمن

نمودار بلند–آلتمن (یا نمودار تفاوت) نوعی روش نمایش داده در مطالعات زیستی، پزشکی مطالعات توافق و آمار زیستی است که برای تحلیل میزان توافق بین دو پارامتر یا حتی اجازه بیش از 2 گروه از مشاهدات را می دهد. نمودار آلتمن برای بررسی الگوی عدم موافقت بین repeated measurement ها یا بین یک اندازه خاص و معیار طلایی را به ما می دهد. در این نمودار 3 خط موازی با محور x ها رسم می‌شود که خط وسط آن مقدار Mean و 2 خط اطراف میانگین مقادیر +2sd و -2sd را نشان می دهد. میانگین در این نمودار روی نقطه صفر قرار دارد.  از این نمودا به کرات در مطالعات اپیدمیولوژیک استفاده می شود. در واقع این نمودار همان نمودار میانگین تفاوت توکی است و در زمینه‌های دیگر علوم نیز با آن نام شناخته می‌شود، اما در آمار پزشکی توسط جی مارتین بلند  و داگلاس جل آلتمن محبوبیت پیدا کرده‌است.

## توافق در مقابل همبستگی
بلند و آلتمن نشان دادند که هر دو روشی که برای اندازه گیری یک پارامتر (یا ویژگی) طراحی شده‌اند، باید همبستگی خوبی داشته باشند چنانچه مجموعه‌ای از نمونه ها انتخاب شوند که مقادیرشان تفاوت قابل توجهی داشته باشد. به بیان دیگر، همبستگی بالا بین دو روش اندازه‌گیری می‌تواند صرفاً ناشی از آن باشد که مقادیر گسترده‌ای از نمونه‌ها انتخاب شده‌اند. از این رو همبستگی بالا به خودی خود نشان دهندهٔ توافق بالا بین نتایج آن دو روش نیست.

## چگونگی ساخت یک نمودار بلند–آلتمن
مجموعه‌ای از n نمونه (به عنوان مثال اشیائی با حجم نامشخص) را در نظر بگیرید. هر دو روش اندازه‌گیری (برای مثال روش های مختلف اندازه گیری حجم) روی هر نمونه انجام می‌شود و در نتیجه 2n داده به دست می‌آید. سپس هر یک از n نمونه روی نمودار نشان داده می‌شود، به این شکل که مقدار محور x برابر با میانگین دو اندازه‌گیری تعیین می‌شود و تفاوت بین این دو اندازه‌گیری روی محور y نمایش داده می‌شود.
به این ترتیب مختصات دکارتی داده برای نمونهٔ S با مقادیر {\displaystyle S_{1}} و {\displaystyle S_{2}} که از اندازه‌گیری‌ها به دست آمده، چنین خواهد بود:
{\displaystyle S(x,y)=\left({\frac {S_{1}+S_{2}}{2}},S_{1}-S_{2}\right).}
برای مقایسه تفاوت بین دو مجموعه از نمونه‌ها به‌طور مستقل از مقدار میانگین‌شان، بهتر آن است که به کسری از جفت‌های اندازه‌گیری شده نگاه کنیم. با تغییر متغیرها به صورت لگارتیمی (بر پایهٔ ۲) پیش از تحلیل داده‌ها می‌توان از روش‌های استاندارد استفاده کرد؛ لذا نمودار با توجه به معادله زیر ترسیم می‌گردد:
{\displaystyle S(x,y)=\left({\frac {\log _{2}{S_{1}}+\log _{2}{S_{2}}}{2}},\log _{2}{S_{1}}-\log _{2}{S_{2}}\right).}
این نسخه از این نمودار برای نمودار ام‌ای استفاده می‌گردد.

## کاربرد

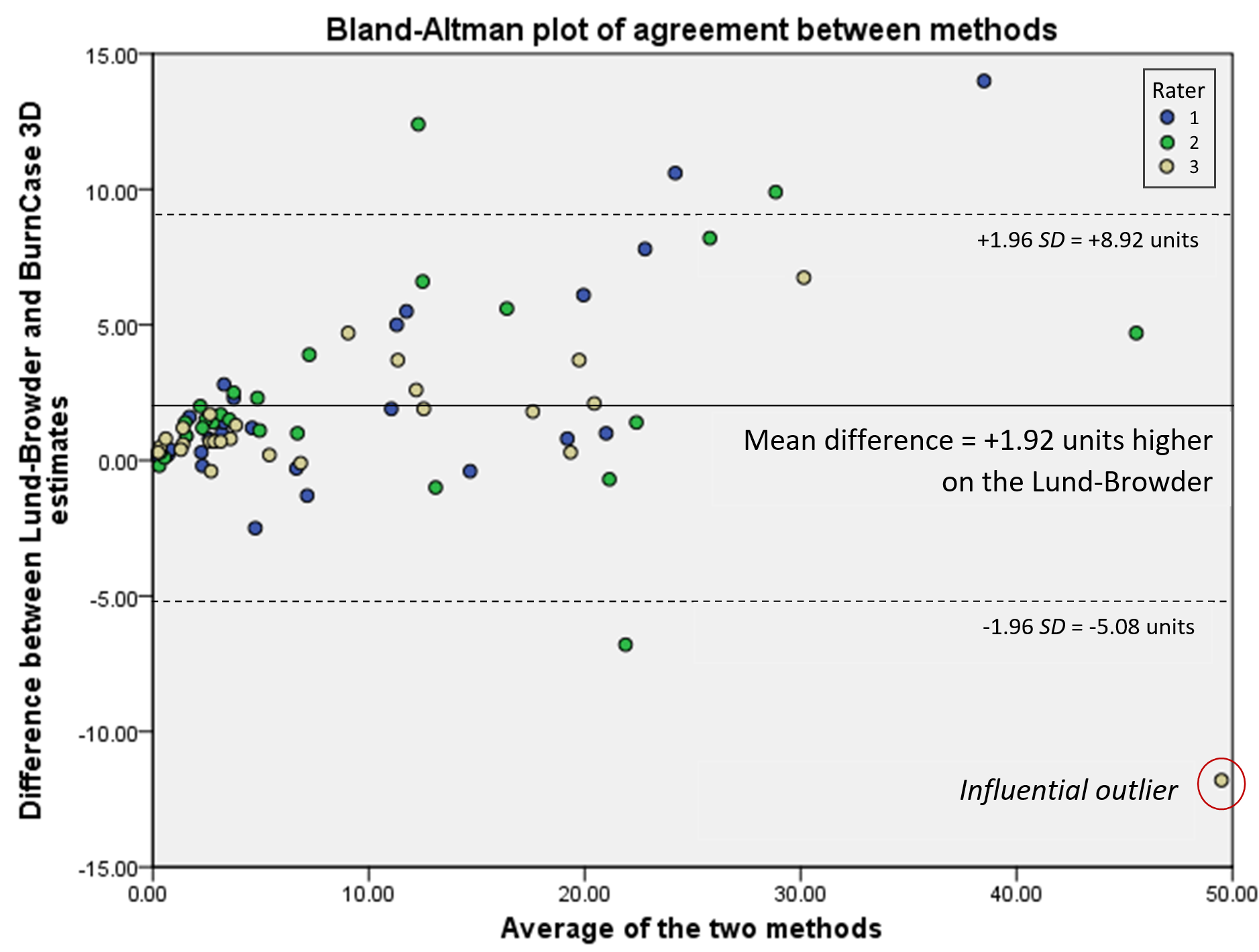
نمودار بلند–آلتمن

یکی از کاربردهای اولیهٔ نمودار بلند–آلتمن در مقایسهٔ دو سنجهٔ بالینی است که هر یک حاوی مقداری خطا است. این نمودار همچنین می‌تواند برای مقایسهٔ یک روش اندازه‌گیری با روشی دیگر که استاندارد طلایی است به کار گرفته بشود، به خصوص زمانی که استاندارد طلایی نیز خود خالی از خطا نیست.